# Put & Take-søer
Put & Take-søer (ørred-søer), er fiskevands-søer, hvor ørreder udsættes og fiskes op igen af lystfiskere.
Søerne er i de fleste tilfælde kommercielle, hvor der skal købes et fiskekort, der giver ret til at fiske fra en til flere timer. Der er ingen aldersbegrænsninger for fiskeri i disse søer, og fisketegn er ikke nødvendigt.
Der er stor forskel på søerne, som har forskellige regelsæt.
De udsatte fisk er ofte forskellige arter af ørred, som fx regnbueørred, kildeørred, fjeldørred, tigerørred, sølvørred, guldørred og bækørred. Fiskene udvikler sig på naturens præmisser, hvor de tilpasser sig forholdene i søen.[kilde mangler]
Fiskemetoderne i søerne omfatter spinnefiskeri, medefiskeri og fluefiskeri.[kilde mangler]
Selv om ordene "Put" og "Take" stammer fra engelsk, benyttes udtrykket "Put and Take" i den nævnte betydning kun af danskere og svenskere. Udtrykket har en helt anden betydning på engelsk, og en englænder vil ikke vide, hvad der menes.